# Friederike Wieking
Friederike (auch: Friedrike) Johanne Wieking (* 3. August 1891 in Gildehaus; † 21. August 1958 in West-Berlin) war die ranghöchste Kriminalbeamtin im Dritten Reich. Sie war Leiterin des Referates V A 3 des Reichskriminalpolizeiamtes im Reichssicherheitshauptamt sowie der Reichszentrale zur Bekämpfung der Jugendkriminalität.

## Leben
Friederike Wieking entstammte einer Lehrerfamilie. Bereits ihr Großvater sowie ihr Vater Jan Wieking (1839–1912) waren in Gildehaus als Lehrer tätig gewesen. Die Mutter war Grada Berta Wieking (1852–1941). Wieking hatte vier Geschwister: Johann, Aleida, Wilhelmine und Wilhelm.
Nach dem Besuch der Volksschule in Gildehaus (heute Grund- und Hauptschule Gildehaus) wechselte Wieking auf die Rektorschule (Mittelschule, heute Realschule Bad Bentheim), die sie 1907 nach der 9. Klasse verließ, da die gymnasiale 10. Klasse Jungen vorbehalten war. Zunächst trat sie in Düsseldorf eine Stelle als Säuglingsfürsorgerin an. Als das Christlich-Soziale Frauenseminar Hannover ab 1910 einen neuen Ausbildungsgang zur staatlich anerkannten Wohlfahrtspflegerin anbot, meldete sie sich 1911 dort an und schloss das einjährige Seminar als eine der ersten Frauen im Alter von 20 Jahren erfolgreich ab.
1912 trat Wieking eine Stelle in der „Erziehungs- und Besserungsanstalt Hamburg-Ohlsdorf“ an, wo sie  insbesondere für „schwererziehbare Mädchen“ zuständig war. Die Methoden der Anstalt bestanden in scharfer Kontrolle, Isolation der Mädchen voneinander, Zwangsarbeit und körperlicher Züchtigung. Inwieweit Wieking dies zuvor bewusst war, ist unklar.
1915 wechselte Wieking als „Gefährdetenfürsorgerin“ beim Verein Wohlfahrt der weiblichen Jugend nach Berlin. Dort kam sie auch in Kontakt mit der Frauenbewegung, insbesondere der sozialen Frauenbewegung. Bald begann auch eine zunächst offenbar informelle Zusammenarbeit mit der Fürsorgestelle des Königlichen Polizeipräsidiums.
Im Februar 1918 begann Wieking bei der Fürsorgestelle für sogenannte „sittlich gefährdete“ Mädchen und Frauen (Mädchen und Frauen, die nach amtlicher Einschätzung Gefahr liefen, der Prostitution anheimzufallen) im Polizeipräsidium Stettin. Damit Frauen den „Gefährdungen“ nicht zum Opfer fallen, müsse man an den Ursachen ansetzen: „Bekämpfung des Wohnungselends, Hebung der Volksbildung, Förderung der Jugendwohlfahrtsbestrebungen usw.“
1921 übernahm Wieking die Leitung der Frauenhilfsstelle des Berliner Polizeipräsidiums. Ab 1926 forderte sie die Einrichtung einer reichsweiten weiblichen Polizei und damit auch die Möglichkeit für Frauen, vollwertige Kriminalpolizistinnen zu werden. Im April 1927 wurden die sieben weiblichen Polizeibeamtinnen in Berlin zur „Kriminalinspektion K“ zusammengefasst; im gleichen Jahr übernahm der preußische Minister des Inneren Friederike Wieking – als reichsweit erste – Kriminalpolizeirätin in den Reichsdienst, wo er sie mit dem Aufbau der Weiblichen Kriminalpolizei (WKP) für Preußen betraute. Gegenüber männlichen Vorgesetzten erwies sich Wieking als durchsetzungsstark.
„Wieking wusste, dass sie den fraulichen Idealen der Nationalsozialisten [...] nicht entsprach und ihre Erfolge in der Weimarer Republik auf sozialdemokratischer Unterstützung beruhten.“ Doch sie überstand die „Säuberung“, nachdem die Nationalsozialisten 1933 an die Macht gekommen waren. Nach der reichsweiten Vereinheitlichung der Kriminalpolizei wurde im Reichskriminalpolizeiamt (RKPA) 1937 eine dort angesiedelte besondere Stelle für die Weibliche Kriminalpolizei beschlossen. Die Leiterin dieses „Referats A 3“ wurde Wieking. Mit der Bildung des Reichssicherheitshauptamtes im September 1939 wurde das RKPA als Amt V in jene neue Behörde integriert und die WKP im Referat V A 3 organisiert. Nach 1933 hatte sich die Ausrichtung der WKP drastisch verändert: Hatte in der Weimarer Republik ein Schwerpunkt noch auf der „Interessenwahrnehmung weiblicher Personen gegen die ,staatlich sanktionierte‘ Doppelmoral, sprich die reglementierte Prostitution“ gelegen und – neben zweifelsfrei repressiven Maßnahmen – auch Schutz und Fürsorge für weibliche Opfer sexueller Ausbeutung eine wesentliche Rolle gespielt, so verschob sich die Tätigkeit auch der weiblichen Kriminalbeamtinnen im nationalsozialistischen Deutschland eindeutig in Richtung Repression bis hin zur Verfolgung und Internierung betroffener Mädchen und Frauen. Diese Veränderung wurde auch in Wiekings Tätigkeit sichtbar. So wurde am 1. Juli 1939 ihrem Referat A 3 die neu geschaffene „Reichszentrale zur Bekämpfung der Jugendkriminalität“ angegliedert, die sich unter anderem an pseudowissenschaftlichen Forschungen über die angebliche Vererbbarkeit von Kriminalität beteiligte. Zudem wurden Wieking die 1940 bzw. 1942 geschaffenen Jugendkonzentrationslager Moringen und Uckermark fachlich unterstellt, wodurch sie direkt für Einweisungen verantwortlich wurde. KZ-Leiterinnen und an Einweisungen beteiligte Beamtinnen berichteten an sie; Lagerberichte wurden von ihr abgezeichnet. Wieking sollte ihre Mitarbeit im System der Jugend-KZs später mit dem Argument rechtfertigen, die Jugendlichen wären ansonsten ohne Anhörung der Jugendbehörden in Erwachsenenkonzentrationslagern interniert worden. 1943 wurde sie zur Regierungsdirektorin im Reichskriminalamt befördert.
Am 3. Juli 1945 wurde Wieking aufgrund ihrer Mitarbeit im Polizeipräsidium vom NKWD der sowjetischen Besatzungsmacht verhaftet und als einzige weibliche Kriminalbeamtin in verschiedenen Speziallagern (Weesow, Frankfurt/Oder, Jamlitz, Mühlberg) interniert, zuletzt ab September 1948 im Speziallager Nr. 2 Buchenwald. Bei Auflösung der Speziallager wurde sie am 6. Februar 1950 entlassen. Eine Anklage bei den Waldheimer Prozessen wurde nicht erhoben. Von dem während ihrer Speziallagerhaft in der Britischen Besatzungszone durchgeführten Uckermark-Prozess gegen fünf Leiterinnen und Aufseherinnen des Lagers war sie nicht betroffen.
Nach ihrer Freilassung zog Wieking zu ihrer Lebensgefährtin, der katholischen Fürsorgerin Hildburg Zeitschel, in die Villenkolonie Westend in West-Berlin, wo sie bis zu ihrem Tod lebte. Sie stellte noch einen Antrag auf Wiederverwendung im Polizeidienst, der jedoch abgelehnt wurde. Im „Verlag für polizeiliches Fachschrifttum Schmidt-Römhild“ veröffentlichte sie 1958 (als Friedrike Wieking) in der Schriftenreihe „Kleine Polizei-Bücherei“ ein Buch mit dem Titel Die Entwicklung der weiblichen Kriminalpolizei in Deutschland von den Anfängen bis zur Gegenwart. In diesem Buch rechtfertigte sie die „Jugendschutzlager“ als notwendige Erziehungsanstalten für auffällige Jugendliche.
Friederike Wieking starb am 21. August 1958 in Berlin und wurde am 26. August 1958 auf dem Friedhof Heerstraße im Bezirk Charlottenburg im heutigen Ortsteil Berlin-Westend beerdigt.

## Mitgliedschaften und sonstige Aktivitäten
Neben ihrer beruflichen Tätigkeit engagierte Wieking sich ab spätestens 1922 auch in der Berliner Frauenbewegung, insbesondere im „Verein für Frauen- und Jugendschutz“, für den sie auch diverse Vorträge hielt. Der Verein hatte seinen Schwerpunkt in der Bekämpfung von Doppelmoral und der Fürsorge für sogenannte „gefährdete“ Mädchen. Von 1919 bis 1933 gehörte Wieking dem Deutschen Sozialbeamtenbund und 1931 kurzzeitig auch dem Verein Demokratischer Polizeibeamter an. Nach der nationalsozialistischen Machtergreifung 1933 trat sie dem gleichgeschalteten Reichsbund der Deutschen Beamten bei, 1934 der NS-Frauenschaft. Mitglied der NSDAP wurde sie im Oktober 1941.

## Schreibweise des Vornamens
Auf amtlichen Dokumenten wird der Vorname mit Friederike bzw. vollständig Friederike Johanne angegeben. Wieking selbst zeichnete als Erwachsene jedoch mit der offenbar selbstgewählten Schreibweise Friedrike, mit der sie auch in Adress- und Telefonverzeichnissen zu finden war und unter der sie ebenfalls ihre Schriften publizierte. In der Forschungsliteratur finden sich beide Schreibweisen.

## Schriften
- Die Polizei, dein Freund und Helfer (Aufsatz, 1938).
- Die Entwicklung der weiblichen Kriminalpolizei in Deutschland von den Anfängen bis zur Gegenwart (gebundene Broschüre, Lübeck 1958).